# Tour de France 1912
Il Tour de France 1912, decima edizione della Grande Boucle, si svolse in quindici tappe tra il 30 giugno e il 28 luglio 1912, per un percorso totale di 5 289 km. Fu vinto per la prima ed unica volta dal belga Odile Defraye. Si trattò della seconda edizione non vinta da un corridore francese, e del primo trionfo al Tour di un corridore belga.
Defraye salì sul gradino più alto del podio di Parigi nell'unica occasione in cui, su sette partecipazioni totali, riuscì a terminare la competizione a tappe francese.
Egli totalizzò 49 punti, precedendo i francesi Eugène Christophe (al primo e unico podio del Tour in qualità di secondo classificato) e Gustave Garrigou (terzo classificato e per la quinta volta sul podio di Parigi dopo la vittoria dell'anno precedente, due secondi posti nelle edizioni 1907 e 1909 e un altro terzo posto nel 1910).

## Tappe
| Tappa  | Data      | Percorso               | km    | Vincitore di tappa  | Leader cl. generale |
| ------ | --------- | ---------------------- | ----- | ------------------- | ------------------- |
| 1ª     | 30 giugno | Parigi > Dunkerque     | 351   | Charles Crupelandt  | Charles Crupelandt  |
| 2ª     | 2 luglio  | Dunkerque > Longwy     | 388   | Odile Defraye       | Vincenzo Borgarello |
| 3ª     | 4 luglio  | Longwy > Belfort       | 331   | Eugène Christophe   | Odile Defraye       |
| 4ª     | 6 luglio  | Belfort > Chamonix     | 344   | Eugène Christophe   | Odile Defraye       |
| 5ª     | 8 luglio  | Chamonix > Grenoble    | 366   | Eugène Christophe   | Odile Defraye       |
| 6ª     | 10 luglio | Grenoble > Nizza       | 323   | Octave Lapize       | Odile Defraye       |
| 7ª     | 12 luglio | Nizza > Marsiglia      | 334   | Odile Defraye       | Odile Defraye       |
| 8ª     | 14 luglio | Marsiglia > Perpignano | 335   | Vincenzo Borgarello | Odile Defraye       |
| 9ª     | 16 luglio | Perpignano > Luchon    | 289   | Odile Defraye       | Odile Defraye       |
| 10ª    | 18 luglio | Luchon > Bayonne       | 326   | Louis Mottiat       | Odile Defraye       |
| 11ª    | 20 luglio | Bayonne > La Rochelle  | 379   | Jean Alavoine       | Odile Defraye       |
| 12ª    | 22 luglio | La Rochelle > Brest    | 470   | Louis Heusghem      | Odile Defraye       |
| 13ª    | 24 luglio | Brest > Cherbourg      | 405   | Jean Alavoine       | Odile Defraye       |
| 14ª    | 26 luglio | Cherbourg > Le Havre   | 361   | Vincenzo Borgarello | Odile Defraye       |
| 15ª    | 28 luglio | Le Havre > Parigi      | 317   | Jean Alavoine       | Odile Defraye       |
| Totale | Totale    | Totale                 | 5 289 |                     |                     |

## Squadre e corridori partecipanti
Parteciparono alla competizione dieci squadre oltre ai corridori "Isolati".
| N.      | Cod. | Squadra          |
| ------- | ---- | ---------------- |
| 1-5     | -    | La Française     |
| 6-10    | -    | Alcyon-Dunlop    |
| 11-15   | -    | Peugeot-Wolber   |
| 16-20   | -    | Griffon          |
| 21-25   | -    | Armor            |
| 26-30   | -    | J.B. Louvet      |
| 31-35   | -    | Automoto-Persan  |
| 36-40   | -    | Le Globe-Russian |
| 41-45   | -    | Aiglon-Dunlop    |
| 46-50   | -    | Thomann          |
| 101-203 | -    | Isolati          |

## Resoconto degli eventi
Odile Defraye fu il primo belga a trionfare nella corsa a tappe francese. Riuscì a vincere la corsa non solo nell'unica volta in cui andò a podio, ma anche nella sola occasione in assoluto in cui terminò la manifestazione: infatti, in altre sei partecipazioni, si ritirò sempre prima del traguardo parigino. Seppe prima conquistare la leadership della classifica generale alla fine della terza tappa, per mantenerla fino al traguardo di Parigi; fu quindi capo-classifica alla fine di tredici tappe sulle quindici previste.
Gustave Garrigou migliorò il primato, che già gli apparteneva, di podi ottenuti in diverse edizioni del Tour de France, salendo a quota cinque, dei quali questo fu il quarto consecutivo, un ulteriore primato per il francese.
Al Tour de France 1912 parteciparono 131 corridori e 41 giunsero a Parigi. Tre corridori si divisero la palma del più vincente nelle singole frazioni con tre tappe ciascuno (su un totale di quindici): Odiel Defraye, Eugène Christophe e Jean Alavoine.
Dopo i Pirenei la corsa cadde di tono: ci furono sempre arrivi in gruppo, volate e scorrettezze; inoltre la formula della graduatoria a punti, ancora presente in questo Tour, fu criticata da più parti e l'organizzatore Henri Desgrange annunciò quindi novità per l'anno seguente.

## Classifiche finali

### Classifica generale
| Pos. | Corridore         | Squadra       | Punti |
| ---- | ----------------- | ------------- | ----- |
| 1    | Odile Defraye     | Alcyon-Dunlop | 49    |
| 2    | Eugène Christophe | Armor         | 108   |
| 3    | Gustave Garrigou  | Alcyon-Dunlop | 140   |
| 4    | Marcel Buysse     | Peugeot       | 147   |
| 5    | Jean Alavoine     | Armor         | 148   |
| 6    | Philippe Thys     | Peugeot       | 148   |
| 7    | Hector Tiberghien | Griffon       | 149   |
| 8    | Henri Devroye     | Le Globe      | 163   |
| 9    | Félicien Salmon   | Peugeot       | 166   |
| 10   | Alfons Spiessens  | J.B. Louvet   | 167   |